# Oedignatha spadix
Oedignatha spadix là một loài nhện trong họ Corinnidae.
Loài này thuộc chi Oedignatha. Oedignatha spadix được Christa L. Deeleman-Reinhold miêu tả năm 2001.